# Ich hatte viel Bekümmernis, BWV 21
Ich hatte viel Bekümmernis, BWV 21 (El meu cor estava ple d'aflicció), és una cantata religiosa de Johann Sebastian Bach per al tercer diumenge després de la Trinitat, estrenada a Weimar el 17 de juny de 1714.

## Origen i context
Molt probablement aquesta cantata és un versió ampliada d'una anterior perduda, composta l'any abans. Almenys es tocà altres dues vegades més en vida de Bach, a Köthen l'any 1720 i a Leipzig el 17 de juny de 1723, tercer diumenge després de la Trinitat. No es descarta, tampoc, que fos interpretada com a comiat del príncep Johann Ernst de Weimar, un alumne extraordinari de Bach, quan es desplaçà a Frankfurt a curar-se d'una greu malaltia, de la que moriria poc després. Fos com fos, Bach escrigué a la partitura per ogni tempore, és a dir, per a qualsevol ocasió de l'any litúrgic. Al llarg d'aquest temps l'obra fou revisada i per a la interpretació de Leipzig s'hi afegiren els dos números finals. Atesa la seva història, el llibret de Salomo Franck, secretari i bibliotecari de la cort de Weimar, no fa gaire al·lusió a les lectures del dia, i l'autor hi alterna textos bíblics, bàsicament diferents salms i versos lliures, plens de subjectivitat, que arriben al màxim en el duo (número 7) entre l'ànima i Jesús. L'altra cantata conservada per a aquest diumenge és la BWV 135.

## Anàlisi
Obra escrita per a soprano, tenor, baix i cor; tres trompetes, quatre trompes, oboè, fagot, timbals, corda i baix continu. Consta d'onze números, dividits en dues parts, i comença amb una simfonia orquestral.
1. Simfonia
2. Cor: Ich hatte viel Bekümmernis (El meu cor estava ple d'aflicció)
3. Ària (soprano): Seufzer, Tränen, Kummer, Not (Sospirs, llàgrimes, tristesa, misèria)
4. Recitatiu (tenor): Wie hast du dich, mein Gott (Com has pogut, Déu meu)
5. Ària (tenor): Bäche von gesalznen Zähren (Dolls de llàgrimes salades)
6. Cor: Was betrübst du dich, meine Seele (Què t'afligeix, ànima meva)

Segona part
1. Recitatiu (diàleg entre el soprano i el baix): Ach Jesu, meine Ruh (Oh Jesús, la meva pau)
2. Ària (duet de soprano i baix):  Oh Jesús, la meva pau  (Vine, Jesús meu, reconforta)
3. Cor (amb solistes):  Sei nun wieder zufrieden, meine Seele (Alegra't, ànima meva)
4. Ària (tenor):  Erfreue dich, Seele, erfreue dich, Herze  (Alegra't ànima, alegra't cor)
5. Cor:  Das Lamm, das erwürget ist, ist würdig zu nehmen  (L'anyell degollat és digne de rebre el poder)

Els tres primers moviments exposen l'aflicció i tribulacions de l'ànima. La simfonia inicial es presenta, com és típic en les cantates de la primera època, separada del primer número vocal. Aquesta simfonia recorda la tercera Suite orquestral orquestral (BWV 1068), en què la corda i el continu acompanyen l'oboè solista que canta amb un accent dolgut. El cor comença amb una triple repetició de Ich (jo), que fou molt criticada al seu temps, i prossegueix amb dues seccions fugades separades per la conjunció adversativa aber (però). L'ària de soprano acompanyat de l'oboè, és un exemple de gran bellesa, de com els compositors barrocs expressaven el text i que deixa una forta empremta a l'oient. Al recitatiu i ària posteriors de tenor, números 4 i 5, l'ànima es troba que Déu l'ha abandonada, i s'assoleix un sentiment dramàtic molt acusat; al recitatiu, per l'acompanyament tens de tota la corda, i a l'ària, pel significat descriptiu del fluir de les llàgrimes. El número 6 és un motet en dues parts, la segona de les quals és una fuga entonada primer pels solistes i després pel cor. El recitatiu número 7, és un diàleg mig declamat de l'ànima (soprano) i Jesús (un baix com sempre) que continua en l'ària següent; el panorama inicial d'angoixa es va transformant fins a assolir una serenor i una confiança absolutes. El número 9 és un altre gran motet, que comença amb el salm Sei wieder zufrieden cantat pels tres solistes en el que s'hi fon, frase a frase, la segona estrofa del coral Wer nur lieben Gott lässt walten entonat pel cor de tenors i sostingut pel baix continu. Fou en aquesta part que Bach, l'any 1723, doblà els instruments amb quatre trompes. El tenor, amb l'únic acompanyament del continu, canta de nou, a l'ària número 10, l'alegria i tot seguit, a l'últim número, el cor expressa el sentit de lloança; l'exposició va a càrrec dels solistes i és replicada pel cor i l'orquestra. El text l'empararia Haendel trenta anys després en el seu Messies. Té una durada de gairebé tres quarts d'hora.

## Discografia seleccionada
- J.S. Bach: Das Kantatenwerk. Sacred Cantatas Vol. 2. Nikolaus Harnoncourt, Wiener Sängerknaben & Chorus Viennensis, Hans Gillesberger (director del cor), Concentus Musicus Wien, Paul Esswood, Kurt Equiluz, Walker Wyatt. (Teldec), 1994.
- J.S. Bach: The complete live recordings from the Bach Cantata Pilgrimage. CD 29: Fraumünster, Zuric; 8 i 9 de juliol de 2000. John Eliot Gardiner, Monteverdi Choir, English Baroque Soloists, Wilke te Brummelstroete, Paul Agnew, Dietrich Henschel. (Soli Deo Gloria), 2013.
- J.S. Bach: Complete Cantatas Vol. 1 . Ton Koopman, Amsterdam Baroque Orchestra & Choir, Barbara Schlick, Guy de Mey, Klaus Mertens. (Challenge Classics), 2005.
- J.S. Bach: Cantatas Vol. 6. Masaaki Suzuki, Bach Collegium Japan, Monika Frimmer, Gerd Türk, Peter Kooij. (BIS), 1997.
- J. S. Bach: Church Cantatas Vol. 7. Helmuth Rilling, Indiana University Chamber Singers, Bach-Collegium Stuttgart, Arleen Augér, Adakbert Kraus, Wolfgang Schöne. (Hänssler), 1999.
- J.S. Bach: Cantatas 21 & 42. Philippe Herreweghe, La Chapelle Royale, Barbara Schlick, Howard Crook, Peter Harvey. (Harmonia Mundi), 1990.